# Brienne-le-Château
Brienne-le-Château (hovorově běžně Briennois) je obec ve Francii v departementu Aube v regionu Grand Est. Leží při řece Aube zhruba uprostřed oblasti Champagne 170 km východně od Paříže a 140 km západně od Štrasburku. Žije zde přibližně 2 700 obyvatel. Obec je známá svým působivým zámkem a také tím, že zde na vojenské škole v letech 1779–1784 studoval Napoleon Bonaparte.

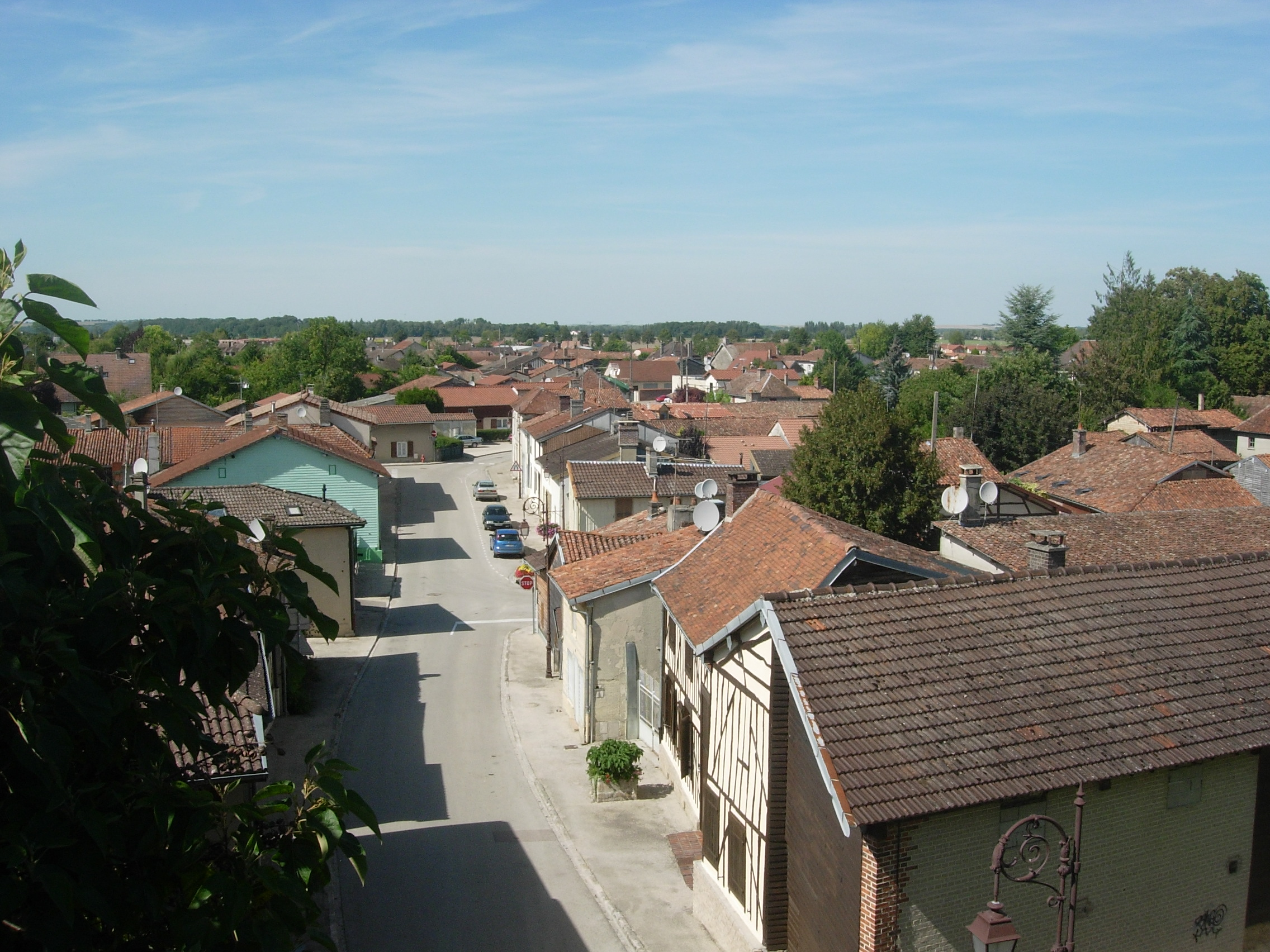
pohled na město

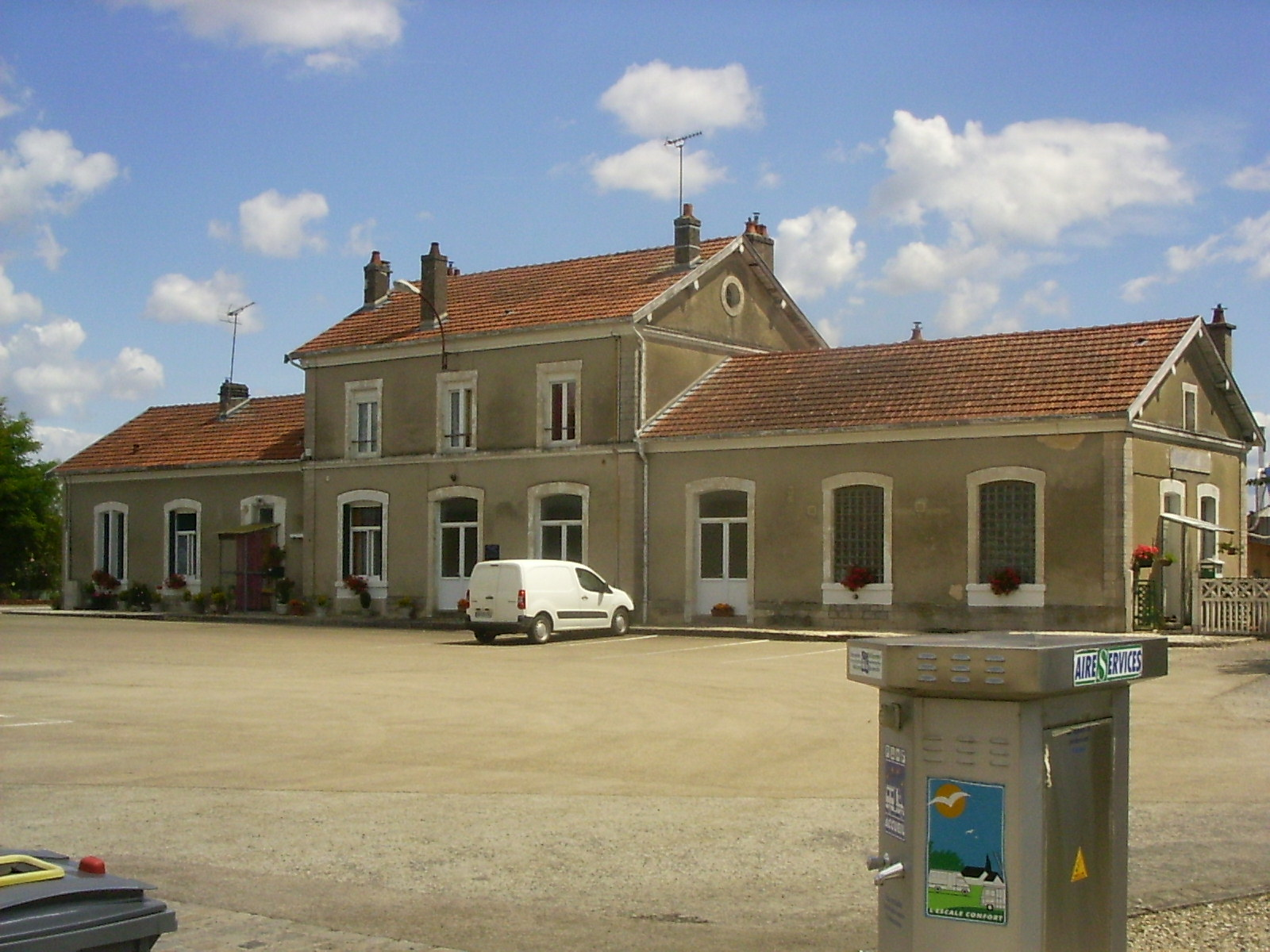
nádraží

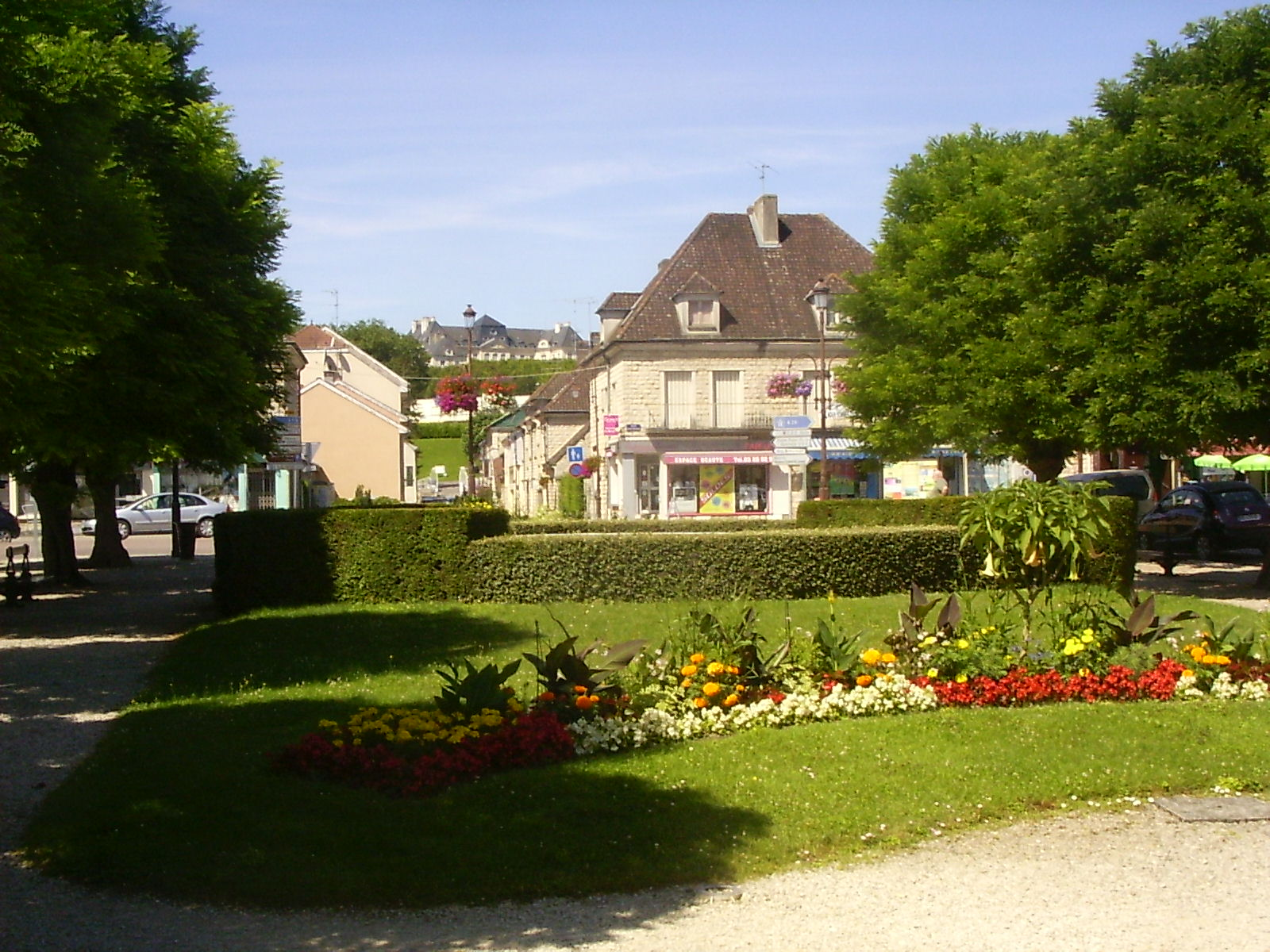
park